# Aeropuerto Internacional de Navi Bombay
El Aeropuerto Internacional Navi Mumbai (IATA: NMI, OACI: none), oficialmente llamado Aeropuerto Internacional DB Patil, es un aeropuerto internacional que se está construyendo en Ulwe, distrito de Raigad, Navi Mumbai, Maharashtra, India . Cuando esté terminado, se convertirá en el segundo aeropuerto de la Región Metropolitana de Mumbai, junto al actual Aeropuerto Internacional Chhatrapati Shivaji Maharaj de Mumbai.
Lleva el nombre de Dinkar Patil, exmiembro del Parlamento y líder del Partido de Campesinos y Trabajadores de la India. El aeropuerto totalmente nuevo está siendo construido por la Ciudad y la Corporación de Desarrollo Industrial (CIDCO) a través de un modelo de asociación público-privada (APP) basado en Diseño, Construcción, Financiamiento, Operación y Transferencia (DBFOT) en tres fases. La primera fase podrá atender a 25 millones de pasajeros al año. Se ampliará hasta su capacidad final de la tercera fase para manejar más de 90 millones de pasajeros y 2,5 millones de toneladas de carga por año, para 2032. L&T Infrastructure Engineering Limited es el consultor de diseño detallado del proyecto. CIDCO nombró al Servicio Técnico y Económico de Rail India (RITES) para preparar el plan maestro del aeropuerto. El Jacobs Engineering Group, con sede en Texas, preparó un modelo detallado de las instalaciones y el área de la terminal para definir el tamaño de las terminales, mientras que las terminales de pasajeros y la torre de control de tráfico aéreo (ATC) han sido diseñadas por la empresa con sede en Londres . Zaha Hadid Arquitectos.
El proyecto, valorado en 16.700 millones de rupias (2.000 millones de dólares), está siendo ejecutado por Navi Mumbai International Airport Limited (NMIAL), una sociedad instrumental constituida por el Ministerio de Fomento de Mumbai. Adani Airports Holdings Limited y CIDCO, que poseerán el 74% y el 26% de las acciones de NMIAL, respectivamente. El aeropuerto tiene una superficie de 1160 ha (4,5 mi²). El primer ministro Narendra Modi colocó la primera piedra del proyecto el 18 de febrero de 2018, y la construcción se inició en agosto de 2021, después de más de tres años de adquisición de terrenos. Se espera que esté terminado y entre en funcionamiento en marzo de 2025. 

## Historia
El proyecto se concibió por primera vez en noviembre de 1997. El Ministerio de Aviación Civil (MoCA) constituyó un comité para examinar varios sitios para una ampliación del Aeropuerto Internacional Chhatrapati Shivaji. El comité recomendó un sitio en Mandwa-Rewas en junio de 2000, porque el aeropuerto propuesto iba a tener una sola pista. Ese septiembre, CIDCO revisó la propuesta original para prever un par de pistas paralelas y presentó su informe de viabilidad al MoCA. El subcomité de la Autoridad de Aeropuertos de la India (AAI) consideró que el sitio de Navi Mumbai es técnica y operativamente factible y sugirió que CIDCO lleve a cabo un estudio de viabilidad tecnoeconómico (TEFS) detallado del proyecto. El TEFS se presentó al gobierno estatal en septiembre de 2001, tras lo cual la Organización de Aviación Civil Internacional (OACI) llevó a cabo un estudio de simulación que confirmó que era posible la operación simultánea de dos aeropuertos con los procedimientos adecuados establecidos. En febrero de 2007, CIDCO presentó un informe sobre la viabilidad del proyecto y el plan de negocios al MoCA, y el proyecto recibió la aprobación en principio del Gabinete de la Unión en julio de 2007.

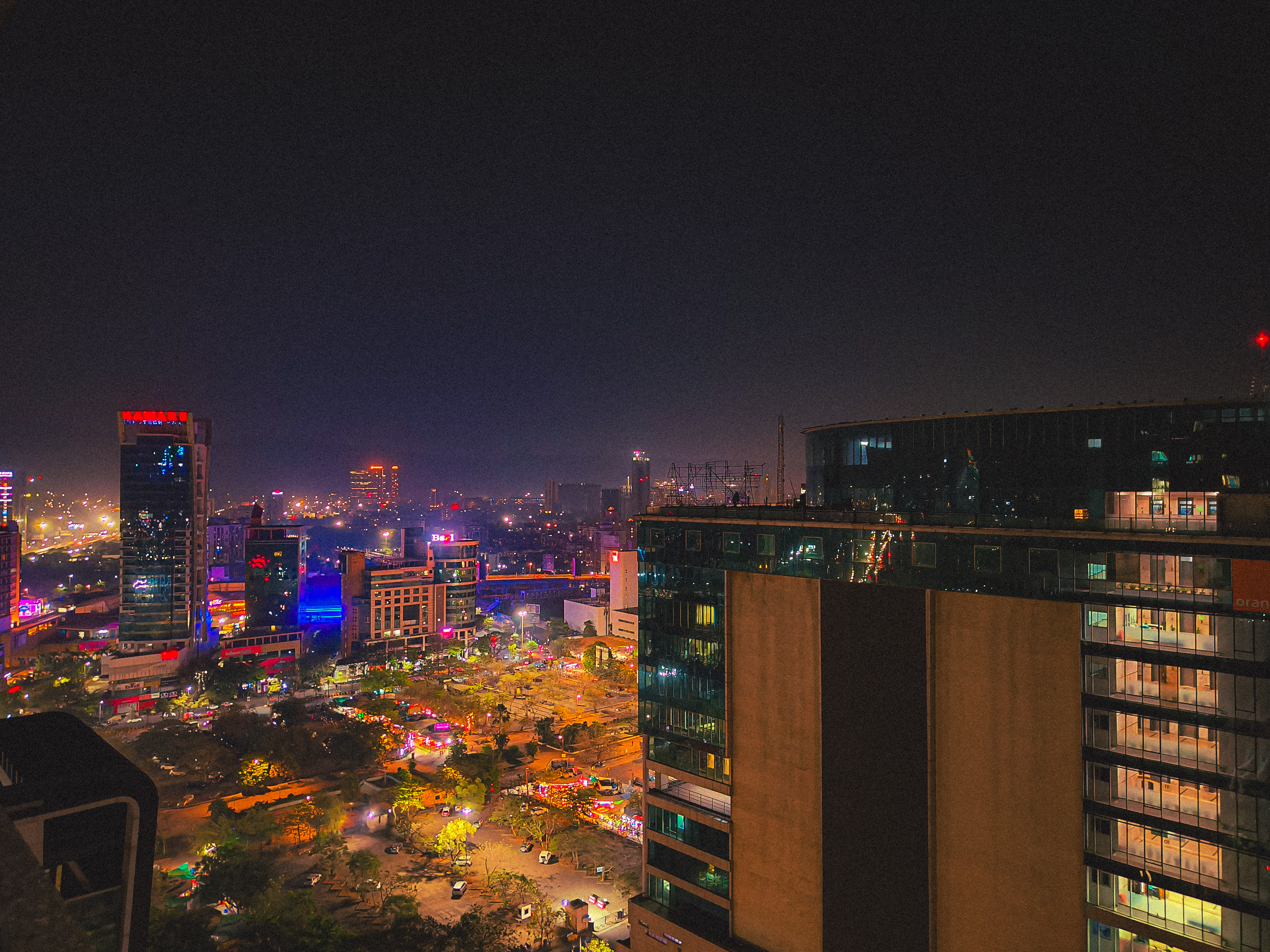
Navi Mumbai, una ciudad planificada en el estado de Maharashtra, India, situada al este de Mumbai.

En julio de 2008, el Gobierno de Maharashtra otorgó la aprobación para el desarrollo del proyecto mediante una asociación público-privada (APP) y nombró a CIDCO como agencia nodal para su implementación. El proyecto recibió la autorización de defensa del Ministerio de Defensa (MoD) a finales de 2010. El sitio del aeropuerto estaba ubicado en un área de 9,5 km² (3,7 mi²)   en la Carretera Nacional 348 cerca de Panvel, aproximadamente 35 km (21,7 mi) desde el actual Aeropuerto Internacional Chhatrapati Shivaji Maharaj. El terreno costero requerido era de aproximadamente 2900 ha (7166,0 acre) con 1320 ha (3261,8 acre) para la actividad aeroportuaria principal y otras 245 ha (605,4 acre) en la isla Waghivali que se desarrollará como Mangrove Park. 3700 m (4046 yd) de largo. El sitio tenía varios problemas ambientales relacionados con los manglares y los drenajes de aguas pluviales en Panvel . Hay una ONG que lucha contra las agencias gubernamentales en relación con Panvel. El Ministerio de Medio Ambiente, Bosques y Cambio Climático (MoEFCC) dio su autorización para el aeropuerto el 14 de mayo de 2008. El aeropuerto debía tener una superficie terminal de 250 000 m² (298 997,6 yd²)   y un área de carga de 100 000 m² (119 599,1 yd²)   y está previsto que maneje entre 50 y 55 millones de pasajeros al año. El costo estimado original del proyecto fue de ₹rupias  . Desde entonces, esta cifra se ha cuadruplicado hasta alcanzar ₹rupias . El MoEFCC finalmente autorizó el proyecto el 23 de noviembre de 2010.
CIDCO nombró la Estación Central de Investigación de Agua y Energía (CWPRS) con sede en Pune en 2011, para estudiar el impacto hidrológico del aeropuerto en las masas de agua circundantes. El CWPRS realizó estudios de modelos hidrológicos y matemáticos de la zona de captación del río Ulwe y recomendó cortar un canal para desviar el río Ulwe hacia Moha Creek. CIDCO completó el trabajo previo al desarrollo del desvío del río Ulwe en junio de 2019.
CIDCO convocó a licitaciones globales para solicitudes de calificación (RFQ) el 5 de febrero de 2014. El costo total del proyecto para el desarrollo de las fases 1 y 2 de NMIA se estimó en ₹ 95 mil millones  . El costo del trabajo previo al desarrollo se estimó en ₹ 23,58 mil millones , que incluyen ₹ 15,38 mil millones  de desarrollo de terrenos para el aeropuerto y ₹ 8 mil millones  para otras obras. La agencia recibió nueve ofertas y seleccionó a cuatro postores, incluido GMR Group, MIAL liderado por GVK, Hiranandani Group, Zurich Airport y Mia Infrastructure con Tata Realty and Infrastructure. CIDCO presentó sus RFQ al Comité de Gestión de Proyectos (PMC) para su escrutinio. Luego, el PMC presentó su informe al Ministro Principal de Maharashtra, quien debe aprobar el proyecto, antes de recibir la aprobación final del MoCA. GVK fue el único postor en las dos últimas rondas de licitación, lo que provocó que CIDCO ampliara dos veces el plazo de licitación. Posteriormente, el grupo GMR presentó una oferta. El 13 de febrero de 2017, MIAL, liderada por GVK, fue anunciada como el postor ganador. GVK ofreció a CIDCO una participación del 12,6% en los ingresos, frente al 10,44% ofrecido por el Grupo GMR.
En abril de 2017, el MoEFCC autorizó las obras previas al desarrollo del aeropuerto. Sin embargo, las obras no pudieron comenzar hasta el 14 de junio de 2017 debido a la oposición de los aldeanos locales. El proyecto requería la reubicación de 2.786 hogares en 10 pueblos: Chinchpada, Kopar, Kolhi, Ulwe, Varcha (Upper) Owle, Waghivalivada, Vaghivali, Ganeshpuri, Targhar y Kombadbhuje. La mayoría de los residentes afectados por el proyecto eran pescadores, agricultores o tenían trabajos ocasionales. CIDCO indemnizó a los propietarios de los terrenos pagándoles ₹1.500 (18 dólares) por metro cuadrado del terreno, un alquiler durante 18 meses y una parcela urbanizada de un tamaño equivalente al triple de la superficie del tejado con 1,5 FSI en el nodo de Pushpak Nagar.
Los trabajos previos al desarrollo incluyeron aplanar la colina Ulwe, recuperar tierras pantanosas, desviar el río Ulwe fuera de los límites del aeropuerto y ampliar el canal a 60 metros, y cambiar las líneas de transmisión de energía. CIDCO debía elevar el nivel del sitio del proyecto en 5,5 metros como parte de los trabajos previos al desarrollo. El trabajo se paralizó nuevamente a partir del 12 de octubre de 2017 debido a las protestas de los aldeanos locales, pero se reanudó el 28 de octubre de 2017 después de que CIDCO llegara a un acuerdo con los manifestantes.
El primer ministro Narendra Modi reveló la placa fundacional en la ceremonia de inauguración del aeropuerto de Mumbai el 18 de febrero de 2018. El Aeropuerto Internacional Navi Mumbai (P) Limited (NMIAL), nombró a Zaha Hadid Architects (ZHA), con sede en Londres, en marzo de 2018 para diseñar la Terminal 1 del aeropuerto y la torre ATC. Zaha Hadid Architects fue seleccionada al finalizar un concurso de diseño rápido de 12 semanas entre las firmas de arquitectura internacionales preseleccionadas por GVK. CIDCO lanzó una licitación para seleccionar al contratista de ingeniería, adquisiciones y construcción para el proyecto en agosto de 2018. En septiembre de 2019, GVK adjudicó un contrato para la construcción del aeropuerto a Larsen and Toubro (L&T).
El Grupo Adani asumió la gestión del proyecto del aeropuerto en 2021 y comenzó la construcción en agosto de ese año. El grupo Adani había exigido que se le entregara todo el terreno del proyecto antes de comenzar el desarrollo real. La adquisición de terrenos para el aeropuerto se completó oficialmente en 2019, pero el proyecto enfrentó desafíos de rehabilitación y reasentamiento debido a la oposición de las personas afectadas por el proyecto. CIDCO pudo entregar los 2866 acres completos de tierra a Adani recién en julio de 2022 después de desalojar las 3070 estructuras en el área del proyecto. En noviembre de 2023, Adani afirmó haber completado el 57 por ciento del trabajo físico en el sitio del proyecto. En mayo de 2024, la IATA designó el código 'NMI' al aeropuerto. Según un anuncio reciente, la primera y la segunda fase se fusionaron y la construcción se completará en diciembre de 2024 y la apertura del aeropuerto en 2025.

## Instalaciones

### Estructura
El aeropuerto tendrá una superficie de plataforma de 67 000 m², 17 000 m², área terminal y estacionamiento para diez aeronaves código C.

### Pistas
El aeropuerto tendrá dos pistas: 
- Pista 08L/26R: 3700 x 60 metros (4046,4 x 65,6 yd)
- Pista 08R/26L: 3700 x 60 metros (4046,4 x 65,6 yd)

### Terminales 1, 2 y 3
Zaha Hadid Architects diseñó el aeropuerto internacional Navi Mumbai. Contará con tres edificios terminales interconectados. Los edificios contarán con áreas de comidas, salones, pasillos móviles y otras instalaciones para los pasajeros. En la fase final, la capacidad total del aeropuerto será de 90 millones de pasajeros. Los edificios tendrán forma de loto para proporcionar un tema estético. El aeropuerto también contará con una terminal de transporte de bajo coste capaz de atender a dos millones de pasajeros al año en la primera fase. Una vez finalizada la Fase 1, el NMIA podrá atender a 20 millones de pasajeros al año, lo que representa el 40% de la capacidad total del actual aeropuerto de Mumbai.

### Terminal de aviación general
El aeropuerto contaría con más de 67 puestos de estacionamiento para aviones de aviación general, incluido un helipuerto separado para operaciones de helicópteros programadas y no programadas. La terminal de aviación general sería la instalación de aviación general planificada más grande de la India.

### Terminal de carga
La terminal de carga nacional se distribuirá en 33 000 m²   y la terminal de carga internacional se distribuirá en 23 700 m² (28 345 yd²)  . Durante la Fase 1, NMIA manejará 0,8 millones de toneladas de carga en un año.

### Otras instalaciones
El aeropuerto tendrá 151 000 m²   parque de combustible  y tres hangares para aviones. Hay una instalación MRO dedicada y planificada.

## Conectividad
El acceso principal al aeropuerto es a través de la Aamra marg de cuatro carriles que corre a lo largo del límite occidental del aeropuerto y por la NH 4B que linda con el límite este del aeropuerto. CIDCO construirá la carretera costera Ulwe (UCR) y la carretera costera Kharghar (KCR) de seis carriles para mejorar la conectividad con el aeropuerto. La UCR conectará el Mumbai Trans Harbour Link con el aeropuerto, mientras que la KCR conectará el nodo Kharghar con el nodo CBD Belapur . Se espera que ambos proyectos estén terminados a principios de 2026.
El aeropuerto estará conectado con la Línea 1 del Metro Navi Mumbai y la propuesta Línea 8 del Metro de Mumbai (Línea Dorada). También está previsto que el aeropuerto sea la estación terminal del corredor propuesto del tren de alta velocidad (HSR) Mumbai-Hyderabad.